# 망고 (의류)

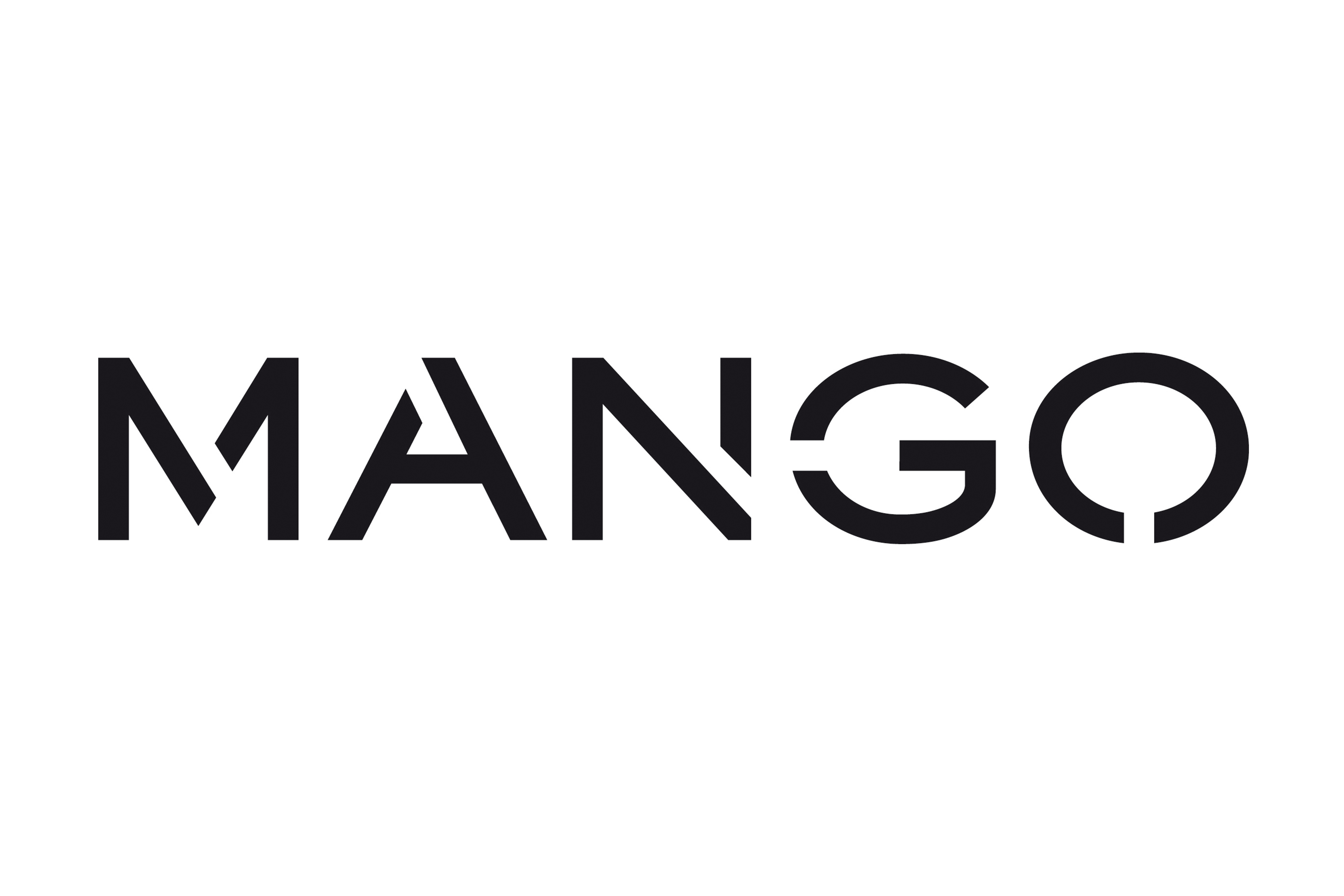

망고는 1980년대에 이삭 안딕(1953.10 ~ 2024.12.14)과 형제인 나흐만이 튀르키예에서 가져온 옷을 바르셀로나에서 팔기 시작하여 생겨난 의류업체이다. 현재 2013년 5월 기준으로 전 세계 107개국 2.625개의 상점을 운영하고 있다.
현재는 약 12.200 명의 직원들이 있으며 그 중 1,800명은 바르셀로나 본사인 Palau-solita i Plegamans지역에서 근무하고 있다. 본사는 Palau 와 Hangar이라는 명칭의 건물로 나뉘어 있으며 전체 크기는 대략 150.000m²이다. 이 기업의 디자이너 센터인 Hangar은 12,000 m²의 크기로 600여명의 디자이너들이 근무하고 있다

## 망고 메가스토어
망고는 여성 의류뿐만 아니라 남성 의류인 H.E. by MANGO (MANGO MAN), 악세서리 전문점인MANGO Touch, 어린이 의류인 MANGO Kids, 젊은 세대에 걸맞은 MANGO Young, 스포츠 의류 및 속옷 전문인 MANGO Sport&Intimates 로 나뉘어 있으며 현재 이 모든 매장이 한곳으로 모인 망고 메가스토어 가 유럽의 여러 나라에서 개설되고 있다. 이 메가스토어는 800~3000m²정도 되는 대규모 매장으로 유럽 외 다른 나라로 확장 예정에 있다.

## 망고의 매출상황
2012년 매출은 1691 mill 유로이며 2011년도에 비해 약 20% 정도 성장했다 특히 망고 온라인 전 세계 매출은 2012년도에 7000만 유로의 판매실적을 올렸다.

## 대한민국에서의 망고
1990년대 국내 의류기업 데코에 의해 처음 한국에 도입되었고, 이후 스페인의 몰앤드매크로가 세운 대한민국 법인 몰앤드매크로코리아, 2003년부터는 홍콩 기업 리앤풍의 자회사인 BLS코리아를 통해 국내에 유통되었다. 이때까지는 백화점 등 몰에 입점하여 운영되었고, 이후에는 2010년 전후까지 제일모직에서 브랜드 운영과 제품 수입을 직접 맡고, 망고 단독 플래그십스토어들을 열기 시작했다. 2012년 스페인 망고 본사에서 한국 직접 진출을 선언 후, 제일모직이 운영중이던 국내 망고 매장을 모두 인수하여 현재까지 대한민국에 직접 진출해있고, 국내에서 공식 온라인스토어를 운영하고있으며 이베이코리아를 통해서도 판매하고있다.

## 참조
1. ↑  http://www.modalia.es/negocios/tiendas/1461-mango-apuesta-por-las-megastore-de-hasta-3-000-metros-cuadrados.html mango apuesta por las megastore de hasta 3000 metros cuadrados 업데이트날짜 2013/04/10
2. ↑  http://economia.elpais.com/economia/2013/04/10/lacrisis/1365591568_907933.html Mango facturo un 20% mas en 2012 y doblo la cifra de ventas online 업데이트날짜 2013/04/10 13:09